# Oscar Luis Valdez Mena
Oscar Luis Valdez Mena (29 de septiembre de 1942 - 4 de marzo de 1990) fue un pianista, abogado y diplomático dominicano. 

## Formación musical y carrera musical
Formó parte de la familia musical Mena, de la República Dominicana, siendo hijo de la también pianista y educadora Elila Mena y nieto del destacado compositor Luis Mena.
En 1971 se graduó de la prestigiosa Escuela Juilliard de Nueva York, Estados Unidos, después de haber realizado estudios musicales en el Conservatorio Nacional de Música de la República Dominicana y en Cuba.  
El 6 de julio de 1972, realizó su debut profesional en el Recital Hall del Carnegie Hall. Este recital fue reseñado por el crítico Allen Hughes del The New York Times, quien afirmó: «Escuchamos a Valdez Mena en su debut aquí y fue evidentemente claro apreciar a través de su ejecución, que el Señor Valdez tiene un buen instinto natural para la interpretación de la música lírica, luciendo como si se encontrara en su propio hogar en las calmas instropecciones de Beethoven, Suman y Ravel».

## Premios y reconocimientos
- En 1985 fue nominado a los premios Casandra como "mejor artista clásico".

La noche de la ceremonia, en un arranque de rabia por no haber ganado, el pianista dominicano Oscar Luis Valdez Mena le escupió en la cara a la cantante Ivonne Haza en el backstage.3